# Mesoleptus filiventris
Mesoleptus filiventris là một loài tò vò trong họ Ichneumonidae.